# Піонерський сквер
Піонерський сквер — колишній сквер у Кременчуці, а нині входить до складу Придніпровського парку. Закладено у 1874 році.
Сквер розміщується у центрі Кременчука між вулицями Штабною на південному заході, Коцюбинського на північному сході, Гоголя на північному заході. На південному сході примикає до основної частини Придніпровський парк.

## Історія

### Передісторія
Заселення північно-західній частині Кременчука, де тепер розташовані вул. Штабна та вул. Коцюбинського, почалося в першій половині XVIII ст. У ті часи на березі Дніпра у цьому районі була розташована стара фортеця. Із зовнішнього боку земляних валів розташовувалася широка незабудована смуга — гласис. А далі — кілька укріплених поселень, форштадтів, зосереджених уздовж дороги в сотенне містечко Власівка. Від гласиса відповідно до плану 1774 року прокладають дві паралельні вулиці, які отримали пізніше назви Мала Успенська (Штабна) і Набережна (Коцюбинського). Вони закінчувалися на заливних луках річки Кагамлик. Близькість цього району до фортеці визначала характер його забудови у другій половині XVIII століття. Навпаки фортеці, приблизно у дворі сучасного готелю «Кремінь», знаходився будинок генерал-губернатора. А на березі Дніпра у 1783-1787 років були збудовані губернські присутні місця для перебування органів управління Новоросійської губернії, а пізніше — Катеринославського намісництва.
На початку XIX ст. на місці садиби губернських присутніх місць розбивається велика площа для торгівлі спиртом, який завозили з усієї Полтавщини та із західних повітів Харківської, північних Катеринославської, південних Київської губернії. Площа називалася Винна або Скатна (за радянських часів Сквер Піонерів). Вона тягнулася від дніпровського берега до Малої міщанської вулиці (зараз Коцюбинського). Сама ж вулиця була продовжена до створюваної Олександрівської площі (зараз площа Перемоги).

### Сквер у Російській імперії
1874 року міська дума під тиском громадськостізаклала один з перших у місті скверів, на Парадній площі (раніше називалася Скатна або Винна) перед будівлями військового госпіталю. До цього на площі розміщувався плац для проведення парадів, а будівлі військового госпіталю належали Головному штабу інспектора резервної кавалерії та поселення військ.
Закладений сквер був регулярним. Від круглого газону в центрі відходили діагональні алеї. Головна алея вела до будівлі госпіталю. Сквер отримав назву «Штабний» на честь про Головний штаб, що розміщувався раніше в будівлях.
Сквер, як й інші зелені насадження міста (зокрема, Міський сад), здавався в оренду. У 1913 році орендар Штабного скверу звертався з клопотанням до міської управи про зниження орендної плати. Причиною була «несприятлива погода, яка абсолютно розорила його».
Незадовго до початку Першої світової війни у центрі скверу планувалася установка пам'ятника імператору Олександру II. Навесні 1914 року при проведенні робіт на березі Дніпра в районі пристаней на глибині півтора метра на дерев'яному настилі були виявлені чотири чавунні фортечні гармати XVII століття. У наступні дні були знайдені ще чотирнадцять гармат. Знахідкою зацікавилося Імператорська Російське археологічне товариство, яке планувало провести відповідні розкопки. Гарматами ж було вирішено огородити майданчик навколо пам'ятника імператору. Однак з початком Першої світової війни установка пам'ятника була відкладена, гармати були складені біля будівлі міської управи (у 1926 році гармати використовувалися для огорожі поховань в Поштовому сквері). У сквері було відкрито один з перших фонтанів у місті.

### Сквер у довоєнний радянський період
Після Радянсько-української війни сквер перейменовано у сад імені Карла Маркса, а в 1920 році — у Пролетарський сквер імені Карла Маркса. У роки Радянсько-української війни він був місцем проведення політичних мітингів, де виступали Анатолій Луначарський і Лев Троцький.
Після Радянсько-української війни, перед Другою світовою війною, сквер було впорядковано. Навколо нього була споруджена огорожа. У 1928 (за іншими даними, у 1927) році побудовано літній кінотеатр на 600 місць. У 1934 році в сквері відкрито парашутна вишка нового Кременчуцького аероклубу. У 1936 році сквер передано дітям і перейменовано «Піонерський». У ньому діяла бібліотека, читальний зал, буфет, гуртки і база для організацій екскурсій. Сквер був розрахований на щоденне обслуговування до 1000 дітей віком від 4 до 15 років. На фонтані у сквері стояли скульптури трьох піонерів.

### Повоєнний радянський період
У період німецької окупації (1941—1943 роки) і подальшого відступу німцями були підпалені будівлі госпіталю, літнього кінотеатру, вирубані багато дерев у сквері, зруйновані фонтан й огорожа.
По закінченні війни, 1947 року, сквер відновлено. На фонтані встановлено нові фігури. 1950 року у сквері відкрито типовий літній кінотеатр «Дніпро». Працював клуб піонерів, куточок казок, обладнано спортивний майданчик, галерея відмінників навчання, у серпні проводилися шкільні базари. У радянський період сквері також відкриті атракціони для дітей.
У 1950-і роки були відновлені будівлі військового госпіталю поруч зі сквером. У 1959 році на березі Дніпра було закладено Придніпровський парк, Піонерський сквер через якийсь час увійшов до його складу.
Деякий час фонтан був закритий, у його чаші була розбита клумба. У 1980-х роках фонтан знову реконструйовано, на ньому була встановлена фігура дракона.

### Сквер за часів Незалежності

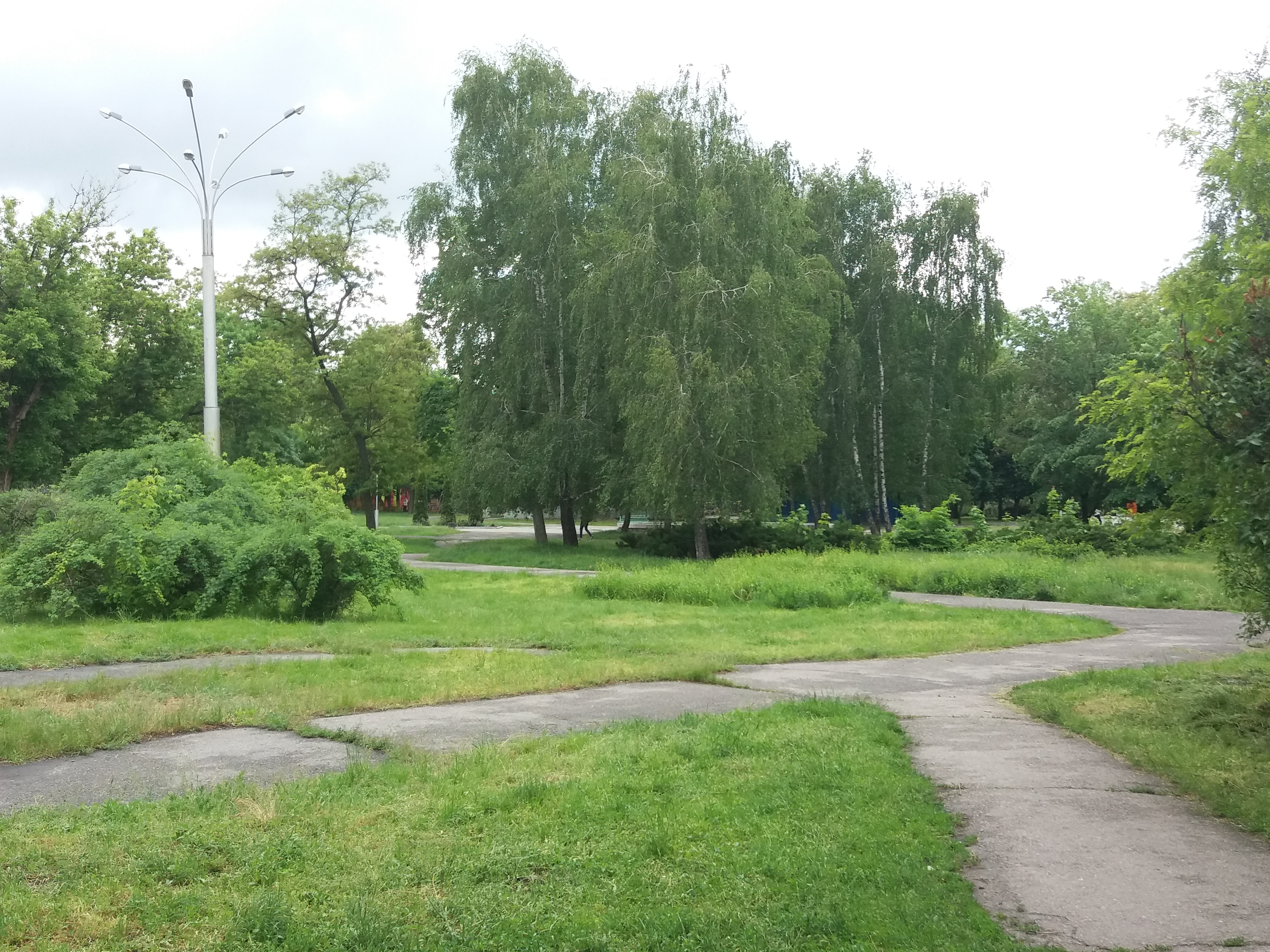
Сквер у 2017 році

У 1990-ті роки зупинився фонтан, фігура дракона була втрачена. Літній кінотеатр закрився і прийшов у занепад. У 2015 році занедбана будівля кінотеатру стала частиною міжнародного урбаністичного фестивалю і після була законсервована.
Сквер продовжує вважатися частиною Придніпровського парку і не існує як окрема географічна одиниця.